# Sergey Brener
Sergey Brener (* 6. März 1971) ist ein ehemaliger usbekischer Freestyle-Skier.

## Werdegang
Brener nahm zu Beginn der Saison 1989/90 in Tignes am Weltcup teil und errang dabei den 35. Platz im Aerials sowie den 28. Rang im Skiballett. Im weiteren Saisonverlauf erreichte er dort mit dem fünften Platz in der Kombination seine beste Platzierung im Weltcup und kam bei den internationalen Jugendmeisterschaften 1990 in Pyhätunturi auf den 24. Platz im Moguls, auf den siebten Rang im Skiballett sowie jeweils auf den dritten Platz im Aerials sowie in der Kombination. Die Saison beendete er auf dem achten Platz im Kombinations-Weltcup. In der Saison 1992/93 wiederholte er in Lillehammer mit dem fünften Platz sein bestes Resultat und errang zum Saisonende mit dem fünften Platz im Kombinations-Weltcup sein bestes Gesamtergebnis. Beim Saisonhöhepunkt, den Weltmeisterschaften 1993 in Altenmarkt-Zauchensee, belegte er den 58. Platz im Moguls, den 30. Rang im Aerials, den 26. Platz im Skiballett und den vierten Platz in der Kombination. In den folgenden Jahren startete er ausschließlich in der Disziplin Aerials und sprang bei den Olympischen Winterspielen 1994 in Lillehammer auf den 19. Platz. Zudem gewann er bei den Winter-Asienspielen 1996 in Harbin die Bronzemedaille. Letztmals im Weltcup nahm er im Dezember 1997 in Tignes teil, wobei er den 41. Platz errang.

## Teilnahmen an Weltmeisterschaften und Olympischen Winterspielen

### Olympische Spiele
- 1994 Lillehammer: 19. Platz Moguls

### Weltmeisterschaften
- 1993 Altenmarkt: 4. Platz Kombination, 26. Platz Skiballett, 30. Platz Aerials, 58. Platz Moguls

## Weltcup-Gesamtplatzierungen
Brener nahm an 37 Weltcups teil und erreichte vier Top-Zehn-Platzierungen.
| Saison  | Gesamt | Gesamt | Aerials | Aerials | Skiballett | Skiballett | Kombination | Kombination |
| Saison  | Punkte | Platz  | Punkte  | Platz   | Punkte     | Platz      | Punkte      | Platz       |
| ------- | ------ | ------ | ------- | ------- | ---------- | ---------- | ----------- | ----------- |
| 1989/90 | 4      | 83.    | -       | -       | -          | -          | 21          | 8.          |
| 1990/91 | 3      | 90.    | 10      | 47.     | 5          | 40.        | 10          | 12.         |
| 1992/93 | 13     | 95.    | 48      | 40.     | 36         | 32.        | 84          | 5.          |
| 1993/94 | 4      | 116.   | 36      | 42.     | -          | -          | -           | -           |
| 1995/96 | 1      | 127.   | 8       | 49.     | -          | -          | -           | -           |
| 1996/97 | 10     | 101.   | 76      | 39.     | -          | -          | -           | -           |